# Rainer Fetting

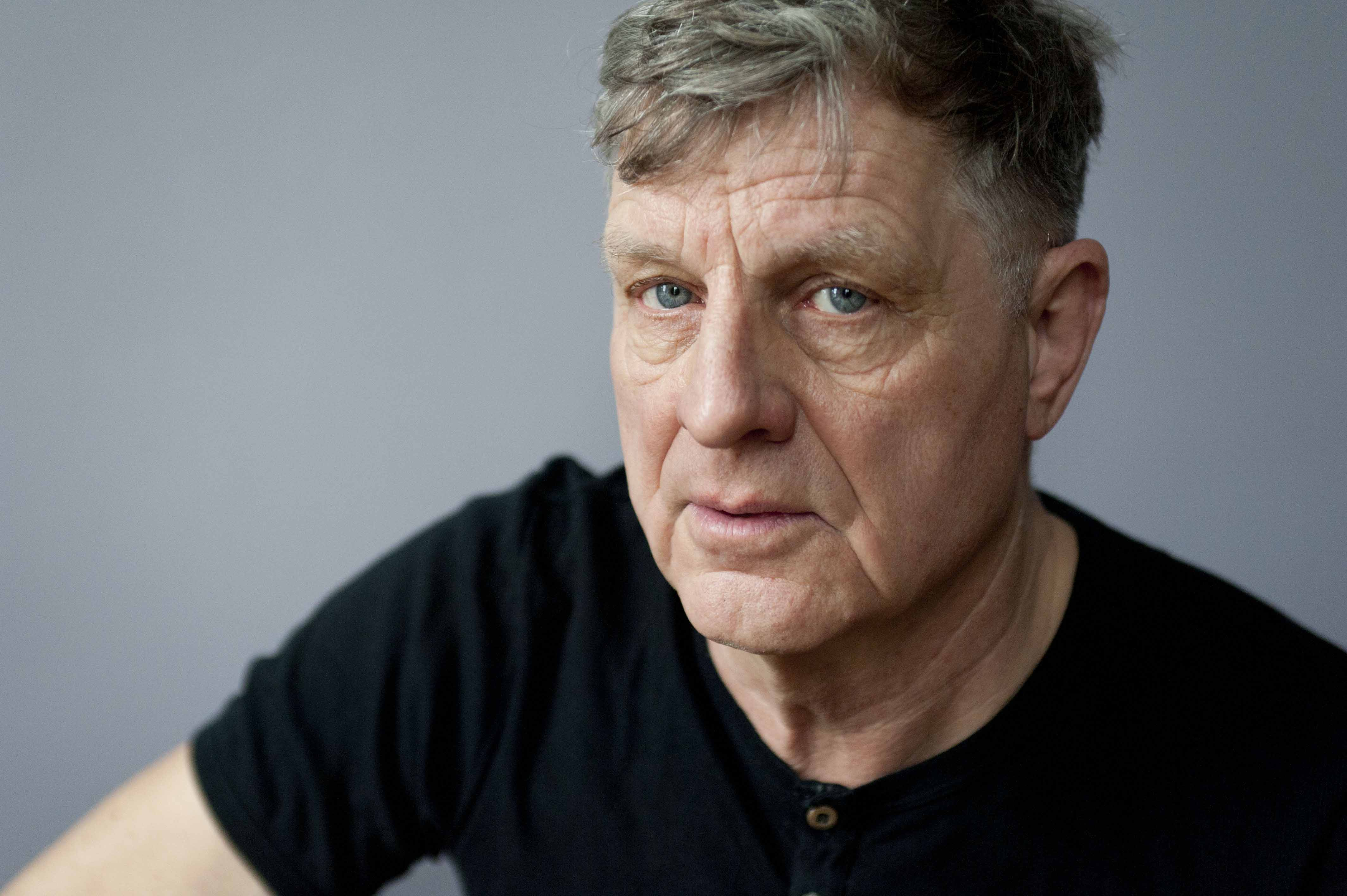
Fotoporträt von Rainer Fetting (2016)

Rainer Fetting (* 31. Dezember 1949 in Wilhelmshaven) ist ein deutscher Maler und Bildhauer. Er war Ende der 1970er Jahre Mitbegründer und Protagonist der Galerie am Moritzplatz in Berlin, einer Selbsthilfegalerie, die von einer Gruppe junger Künstler, hauptsächlich Malern, gegründet wurde, die zunächst aus der Klasse Karl Horst Hödickes an der damaligen Berliner Hochschule der Künste, heute Universität der Künste, stammten und die dann unter dem Begriff Neue Wilde, „Junge Wilde“ oder auch „Moritzboys“ bekannt wurden. Zu dieser Gruppe gehörten zum Beispiel auch Salomé, Bernd Zimmer und Helmut Middendorf.

## Leben
Rainer Fetting studierte nach einer Tischlerlehre und einem Volontariat beim Bühnenbildner an der Landesbühne Niedersachsen Nord in Wilhelmshaven von 1972 bis 1978 bei Hans Jaenisch an der Hochschule für Künste in Berlin. Noch als Meisterschüler gründete er 1977 gemeinsam mit Anne Jud, Helmut Middendorf, Berthold Schepers, Salomé und Bernd Zimmer die Galerie am Moritzplatz als „Künstlerselbsthilfeprojekt“. Fetting konzentrierte sich zu dieser Zeit auf Berliner Stadtszenarien, Porträts und Figuration (große Dusche, van Gogh und Mauer usw.) und setzte sich in Bildern mit leuchtender Farbigkeit auch mit der Berliner Mauer auseinander. 1980 nahm er an der Ausstellung „Heftige Malerei“ im Haus am Waldsee, Berlin, teil, 1981 an der von Christos M. Joachimides organisierten Werkschau New Spirit in Painting an der Royal Academy of Arts in London teil, 1982 beteiligte er sich an der Zeitgeist-Ausstellung im Berliner Martin-Gropius-Bau. Es folgten jährliche Einzelausstellungen in namhaften Galerien in Europa und in den Vereinigten Staaten, so beispielsweise bei Bruno Bischofberger, Mary Boone oder Anthony d’Offay. Anfang 1983 zeigte das Musée d’Art Contemporain de Bordeaux eine Ausstellung mit Gemeinschaftsarbeiten von Luciano Castelli, Fetting und Salomé, die zudem in Bordeaux und Paris das Konzert »Opéra par hasard« aufführten (Fetting am Schlagzeug). 1984 nahm er an der Ausstellung Von hier aus – Zwei Monate neue deutsche Kunst in Düsseldorf teil. Von 1983 bis 1994 lebte Fetting zeitweise in New York, wo er bereits 1978 ein Jahr mit einem DAAD-Stipendium verbracht hatte. Thematisch widmete sich Fetting weiterhin Großstadtmotiven, ab 1984 experimentierte Fetting mit Assemblagen aus Treibholz, das er auf den Malgrund montierte und übermalte. Seit 1986 befasste sich Fetting zudem auch mit Bronzearbeiten. 2003/2004 war er bei Obsessive Malerei – Ein Rückblick auf die Neuen Wilden vertreten. Besondere Höhepunkte der letzten Zeit waren die Ausstellungen im Jahr 2008 „Rückkehr der Giganten. Rainer Fetting Skulpturen“ im Bremer Gerhard-Marcks-Haus sowie „Manscapes“ im Jahr 2010 in der Tübinger Kunsthalle. 2011 fand eine umfassende monografische Ausstellung in der Berlinischen Galerie statt. Fetting lebt in Berlin und auf Sylt.

## Werke

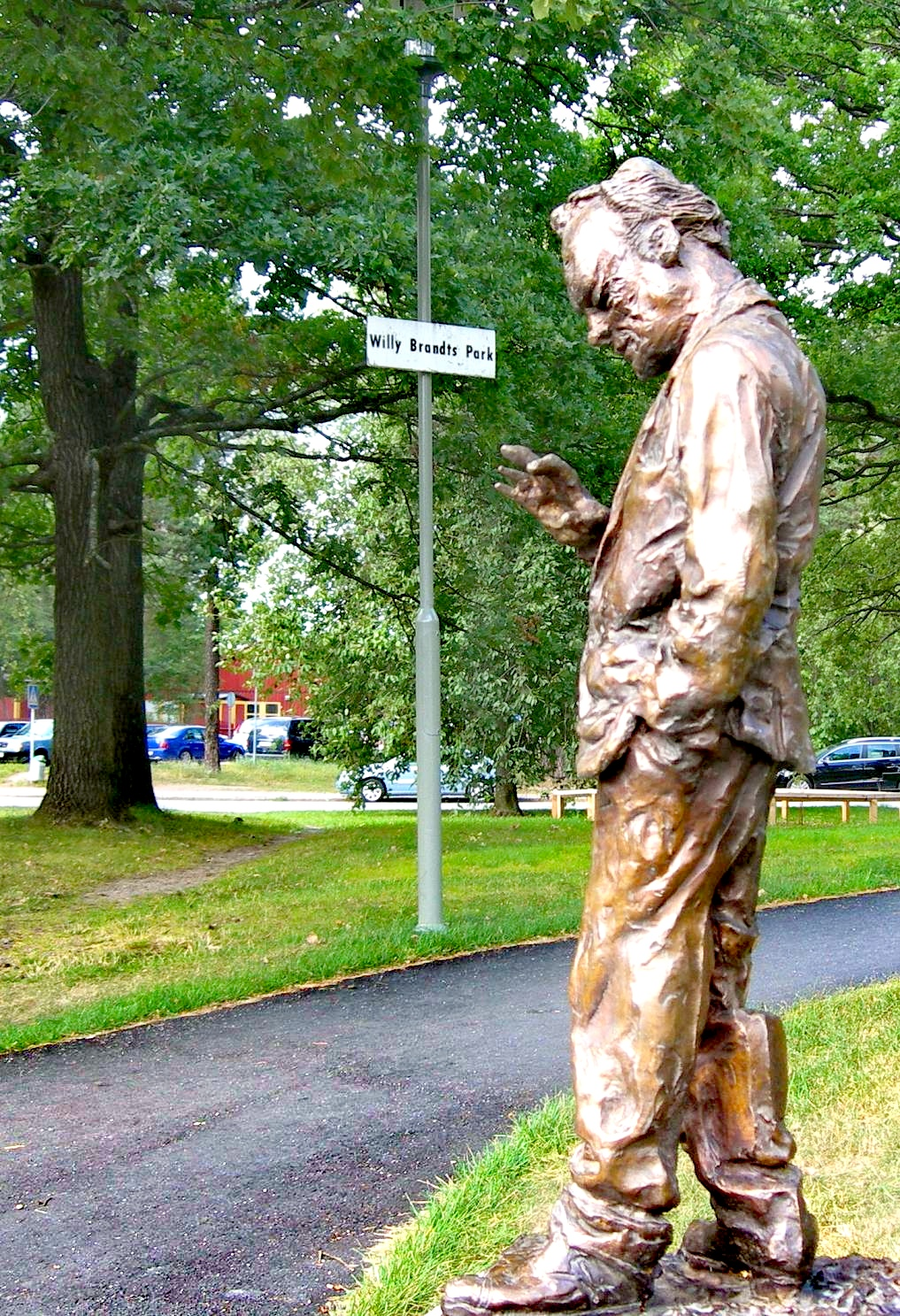
Skulptur im Willy-Brandt-Park in Stockholm

Neben expressiven, farbstarken Gemälden aller Gattungen hat Rainer Fetting ein umfangreiches bildhauerisches Werk vor allem in Bronze geschaffen. Die 3,40 Meter hohe und über 500 Kilogramm schwere Willy-Brandt-Statue im Atrium des Willy-Brandt-Hauses in Berlin und die Skulptur für den Henri-Nannen-Preis gehören zu seinen bekanntesten Arbeiten. Weniger bekannt sind seine Fotoarbeiten seit den 1970er Jahren und seine Künstlerfilme. Für den Willy-Brandt-Park in Stockholm fertigte Fetting eine kleinere Kopie der Berliner Willy-Brandt-Statue.

## Einzelausstellungen (Auswahl)
- 1977: Stadtbilder. Galerie am Moritzplatz, Berlin
- 1981: Anthony d’Offay, London; Mary Boone Gallery, New York (mit Helmut Middendorf)
- 1986: Museum Folkwang, Essen; Kunsthalle Basel
- 1989: Pintures i Escultures 1978–1988. Centre d’Art Santa Mònica, Museum Barcelona
- 1990: Rainer Fetting – Gemälde und Skulpturen. Berlin/New York; Nationalgalerie Berlin (Ost); Stadtmuseum Weimar
- 1991: Graphik. Albrechtsburg, Meißen
- 1991: Works on paper and painting. Print Studio, Glasgow;
- 1991: Rocca Malatestiana/Galleria Comunale d'Arte, Cesena
- 1992: Schlob Holdenstedt, Kunstverein Uelzen
- 1993: Museo de Bellas Artes, Buenos Aires; Museo de Bellas Artes, Santiago de Chile
- 1993: Exposition d’Estampes. ARTCurial, Paris
- 1994: "Neue Wilde aus Berlin. Die Sammlung Martin Sanders", Schleswig-Holsteinisches Landesmuseum im Kloster Cismar
- 1995: 4 × Fetting. Stadtgalerie im Elbforum Brunsbüttel
- 1995: Dithmarscher Landesmuseum Meldorf; Richard-Haizmann-Museum, Niebüll; Sønderjyllands Kunstmuseum, Tondern, Dänemark
- 1995: Rainer Fetting und Zeitgenossen – Aus der Sammlung Martin Sanders. Staatliches Russisches Museum, St. Petersburg
- 1997: Rainer Fetting – Willy Brandt. Kunsthalle Wilhelmshaven
- 1997: Kastruppgardsamlingen, Kastrup, Dänemark
- 1998: Werkschau. Von der Heydt-Museum, Wuppertal
- 1998: Rainer Fetting – 30 Bilder aus Berlin der letzten 20 Jahre. Kunsthalle im Rathaus Marienplatz, München
- 1999: Rainer Fetting – Selbst. Neuer Berliner Kunstverein, Berlin
- 2000: Männerbilder, Stiftung Schleswig-Holsteinische Landesmuseen, Schloss Gottorf, Schleswig
- 2001: Landschaften, Kunsthalle, Emden
- 2004: Los Angeles Surfscapes, Galerie Karl Pfefferle, München
- 2005: Rainer Fetting trifft Lovis Corinth. Kunsthalle Wilhelmshaven
- 2007: Rainer Fetting porträtiert Helmut Schmidt (Skulpturen, Bilder, Arbeiten auf Papier), Rathausgalerie, München
- 2008: Rückkehr der Giganten – Rainer Fetting, Skulpturen. Gerhard-Marcks-Haus, Bremen
- 2009: Rückkehr der Giganten – Rainer Fetting Skulpturen, Kunstverein Augsburg e. V., Toskanische Säulenhalle des Zeughauses, Augsburg
- 2010: Manscapes Kunsthalle Tübingen
- 2011: Rainer Fetting – Berlin Berlinische Galerie, Landesmuseum für Moderne Kunst, Fotografie und Architektur, Berlin
- 2014: Rainer Fetting – Mauerstücke, Kunstmuseum Ahrenshoop
- 2015: Rainer Fetting – Mercedes Benz Gallery, Berlin
- 2020: Rainer Fetting. Here are Lemons, 130 Gemälde, Bronzen und Papierarbeiten umfassende Retrospektive, Schloss Gottorf, Schleswig-Holstein[3]

## Öffentliche Sammlungen

### Australien
- Art Gallery of South Australia, Adelaide, SA
- National Gallery of Australia, Canberra
- NGV Collection, National Gallery of Victoria, Melbourne

### Deutschland
- Ludwig Forum für Internationale Kunst, Sammlung Ludwig, Aachen
- Kunstmuseum Walther, Augsburg
- Berlinische Galerie, Berlin
- Hamburger Bahnhof, Museum für Gegenwart, Berlin
- Nationalgalerie Berlin
- Stiftung Stadtmuseum Berlin
- Bundeskanzleramt, Berlin
- Kunstsammlung Deutscher Bundestag, Berlin
- Sammlung im Willy-Brandt-Haus, Berlin
- Stiftung Haus der Geschichte der Bundesrepublik Deutschland, Bonn
- Museum Gunzenhauser, Chemnitz
- Hessisches Landesmuseum, Darmstadt
- Kunsthalle in Emden
- Städel Museum Frankfurt/Main
- Kunstsammlung Gera
- ZKM I Zentrum für Kunst und Medien, Sammlung Museum für Neue Kunst, Karlsruhe
- Kunsthalle zu Kiel
- Sammlung Würth, Künzelsau
- Bayrische Akademie der Schönen Künste, München
- Klassik Stiftung Weimar
- Kunsthalle Wilhelmshaven
- Museum am Dom, Würzburg
- Kunstsammlung Heinrich, Maulbronn

### Frankreich
- Fondation Cartier pour l'art contemporain, Paris
- Fonds Régional d´Art Contemporain (FRAC Collection) Auvergne

### Großbritannien
- Tate Gallery

### Kanada
- Vancouver Art Gallery, Vancouver, BC

### Schweiz
- Kunstmuseum Basel - Museum für Gegenwartskunst
- Musée cantonal des beaux-arts de Lausanne

## Bibliografie
Ausstellungskataloge, Monografien
- Selbstportraits 1973–1998. Nicolaische Verlagsbuchhandlung, 1999, ISBN 3-87584-886-1.
- Männerbilder. Stiftung Schleswig-Holsteinische Landesmuseen Schloss Gottorf, Schleswig, 2000, ISBN 3-88452-791-6.
- Rainer Fetting – Gemälde und Zeichnungen. mit Hermann Wiesler, Gregory Volk, Sibylle Kretschmer, Harenberg, 2000, ISBN 3-611-00424-3.
- Landschaften. mit Achim Sommer, Edition Brau, 2001, ISBN 3-926318-57-0.
- Modelle. mit einem Beitrag von Daniel Spanke, Hrsg.: Galerie Peter Borchardt, Hamburg, ISBN 3-9808033-0-9.
- Rainer Fetting – Los Angeles Surfscapes. Kerber, 2004, ISBN 3-936646-97-X.
- Rainer Fetting trifft Lovis Corinth. Kunsthalle Wilhelmshaven, Kerber, 2005, ISBN 3-938025-38-7.
- Waters. Kerber, 2007, ISBN 978-3-86678-098-9.
- Ulrich Ott (Hrsg.): Helmut Schmidt. Skulpturen und Bilder von Rainer Fetting. Kerber, Bielefeld/Leipzig 2007, ISBN 978-3-86678-064-4.
- Rückkehr der Giganten. Rainer Fetting, Skulpturen. Gerhard-Marcks-Haus Bremen. Kerber, 2008, ISBN 978-3-86678-231-0.
- FETTING. Mit Beiträgen von Arie Hartog und Jan Hoet und einem Interview von Heinz Stahlhut. Dumont Verlag, Köln 2009, ISBN 978-3-8321-9203-7.
- Manscapes. Kunsthalle Tübingen, hrsg. von Daniel Schreiber, mit Beiträgen von Travis Jeppesen und Thomas Wagner. Verlag der Buchhandlung Walther König, 2010, ISBN 978-3-86560-894-9. (dt./engl.)
- Rainer Fetting – Berlin. Berlinische Galerie (Hrsg.), mit Beiträgen von Klaus Wowereit [Grußwort], Thomas Köhler, Travis Jeppesen, Guido Fassbender, Heinz Stahlhut und Simone Wiechers. Hirmer Verlag, Berlin 2011, ISBN 978-3-7774-4021-7.

Bücher
- Cristian Rathke, Diesja Turkina, Alexander Borovskij: Rainer Fetting und Zeitgenossen aus der Sammlung Martin Sanders. Palace Edition, 1995, ISBN 3-930775-12-3.

Artikel
- Alice Pfeiffer: Rainer Fetting and Christian Schoeler On the Male Figure. In: Art in America. 12/08/09.
- Viola Rühse: Rainer Fettings Fotografie. Zur Vermarktung des “Wilden”. In: ALL-OVER. Magazin für Kunst und Ästhetik, Nr. 4, Frühjahr 2013.